# Spencer (cerveza)

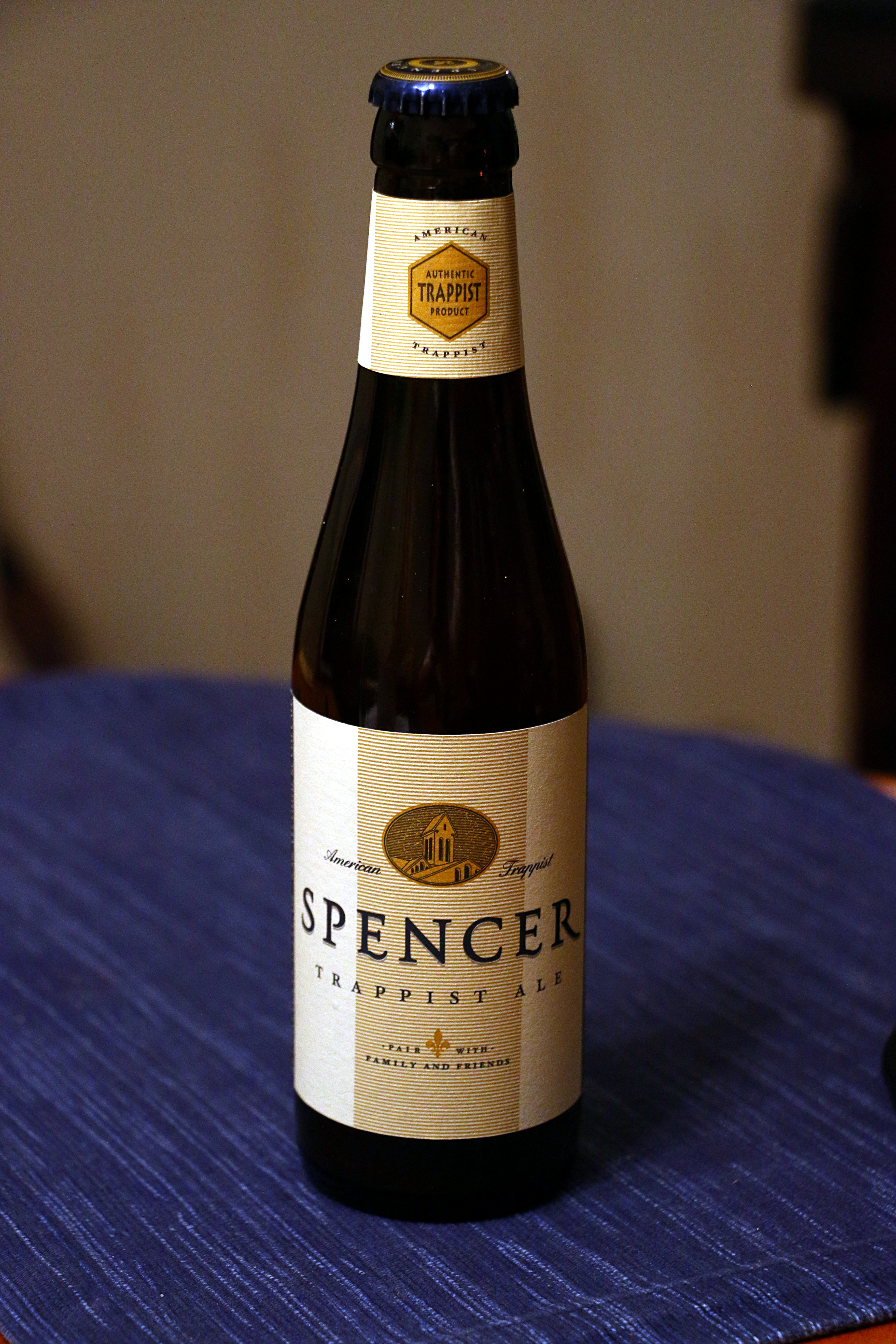
Botella de Spencer Trappist Ale.

Spencer es una marca de cerveza trapista, elaborada por la comunidad monástica de la abadía de Saint Joseph situada en Spencer en el estado de Massachusetts, en el noreste de Estados Unidos. 
El 10 de diciembre de 2013, recibió la autorización para llevar el logotipo de la Asociación Internacional Trapense (AIT) en sus cervezas. Es una de los doce marcas de cerveza trapenses del mundo, once de las cuales llevan el logotipo de Authentic Trappist Product presente en su etiqueta y es la única cerveza trapense procedente de fuera de Europa. Todas las variedades tienen el sello concedido por la AIT, autorizadas una a una antes de su lanzamiento al mercado.

## Variedades

### Clásicas
- Trappist Ale: es una cerveza rubia que contiene 6,5% de alcohol por volumen y se comercializa en botellas de 33 y 75cl.[1]
- Trappist Holiday Ale: es una cerveza de estilo Belgian Strong Dark Ale de 9% de alcohol y en formato 75 cl. Fue lanzada en enero de 2015.

### Trapenses de estilo americano
- Trappist Imperial Stout: es una cerveza de estilo imperial stout de 8,7% de alcohol y en formato de 75 cl. Fue lanzada a mediados de enero de 2016.[3]
- Trappist India Pale Ale: es una cerveza de estilo American India Pale Ale de 7,2% de alcohol y en formato de 33 cl. Fue lanzada de a mediados de febrero de 2016.[4]
- Trappist Feierabendbier: es una cerveza de estilo pilsner de 4,7% de alcohol y en formato 33 cl. Fue lanzada en mayo de 2016. Feierabendbier literlamente significa cerveza para la celebración pero también cerveza para después del trabajo o de forma más poética la cerveza bien merecida.[5]